# 1864年のバレー方面作戦
1864年のバレー方面作戦（1864ねんのバレーほうめんさくせん、英:Valley Campaigns of 1864）は、南北戦争の1864年5月から10月までバージニア州のシェナンドー渓谷で起こった作戦行動と戦闘である。

## 背景
1864年の初め、ユリシーズ・グラントが中将に昇進し、北軍全軍の指揮を任された。ポトマック軍の事実上の指揮官はジョージ・ミード少将のままだったが、グラントはその本部をポトマック軍と同じにすることを選んだ。西部戦線の軍隊の大半指揮はウィリアム・シャーマン少将に任せた。グラントは総力戦という概念を理解し、シャーマンやエイブラハム・リンカーン大統領と共に、南軍を完全に打ち破ることとその経済基盤を潰すことだけが戦争を終わらせる方法だと考えた。それ故に、幾つかの重要な戦域では焦土作戦という戦術も必要であった。グラントは多方面からアメリカ連合国の中心部を叩く協調戦略を考案した。グラント、ミードおよびベンジャミン・バトラー少将はリッチモンド近くでリー軍に対抗する、フランツ・シーゲル少将はシェナンドー渓谷に侵攻してリーの供給線を破壊する、シャーマンはジョージア州に侵攻してアトランタを確保する、ナサニエル・バンクス少将はアラバマ州モービルを占領する、というものだった。

## 1864年の3つのバレー方面作戦

### リンチバーグ方面作戦（1864年5月-6月）
最初の方面作戦はグラントが計画したシーゲルによる侵攻で始まった。シーゲルはウェストバージニア方面軍を指揮しており、グラントから受けた命令は、10,000の部隊で「渓谷を上に」（すなわち南西方向に高度の高い方へ）遡り、バージニア州リンチバーグにある鉄道の中心を破壊することだった。

#### ニューマーケットの戦い（5月15日）
シーゲルは南軍のジョン・ブレッキンリッジ少将指揮する4,000名の部隊とバージニア陸軍士官学校の士官候補生に遮られ敗北した。バージニア州ストラースバーグまで撤退し、デイビッド・ハンター少将と交代させられた。ハンターは後に陸軍士官学校の行動に対する報復としてこれを焼いた。

#### ピードモントの戦い（6月5日-6日）
ハンターは北軍の攻撃を再開し、ウィリアム・E・"グランブル"・ジョーンズを破った。ジョーンズはこの戦いで戦死した。ハンターはスタントンを占領した。

#### リンチバーグの戦い（6月17日-18日）
ハンターはリンチバーグの鉄道、運河および病院を破壊する作戦だったがジュバル・アーリー軍の最初の部隊が到着して作戦が挫かれた。ハンターは物資が不足しており、ウェストバージニア州を抜けて撤退した。

### ボルティモア・アンド・オハイオ鉄道に対するアーリーの襲撃と行動 （6月-8月）
ロバート・E・リーは、ハンターがシェナンドー渓谷に侵攻し、重要な鉄道線やバージニアに根拠を置く南軍の食糧に脅威を与えていたことを心配していた。リーは渓谷から北軍を追い出すためにジュバル・アーリーの軍団を派遣し、もし可能ならばワシントンD.C.を脅して、グラントがピーターズバーグ周辺のリー軍に向けている軍隊を減らさせることを期待した。アーリーは、優勢な敵に対抗し、南軍の歴史の中でも伝説となった1862年のバレー方面作戦を指揮したストーンウォール・ジャクソンの陰で働いてきていた。アーリーは良いスタートを切った。抵抗もなしにシェナンドー渓谷を下り、ハーパーズ・フェリーを迂回してポトマック川を渉り、メリーランド州内に進軍した。グラントはホレイショ・G・ライト指揮する軍団やジョージ・クルック指揮の部隊をワシントンの補強に派遣しアーリーを追わせた。

#### モノカシー結節点の戦い（7月9日）
モノカシーの戦いとも呼ばれる。アーリーはメリーランド州フレデリックの近くでルー・ウォーレスの小部隊を破ったが、この戦闘で進軍が遅れ、ワシントンの防御を補充するための十分な時間を与えてしまった。

#### スティーブンス砦の戦い（7月11日-12日）
アーリーはワシントン周辺北西を守っている砦を攻撃したが成功せず、バージニア州に引き返した。

#### ヒートンの交差点（7月16日）
南軍がブルーリッジ山脈に向かってルードーン渓谷を撤退しているときに、北軍の騎兵隊がアーリーの輜重隊を襲った。幾つかの小さな騎兵戦が一日中起こり、北軍はアーリーの隊列に嫌がらせを続けた。

#### クールスプリングの戦い（7月17日-18日）
スニッカーズフェリーの戦いとも呼ばれる。アーリーがライトの指揮する北軍追撃隊を攻撃し撃退した。

#### ラザフォード農園の戦い（7月20日）
北軍の1個師団がスティーブン・ドッドソン・ラムスールの指揮する南軍師団を攻撃し壊滅させた。アーリーは南のバージニア州ウィンチェスター近くのフィッシャーズヒルまで軍を退いた。

#### 第二次カーンズタウンの戦い(7月24日）
ライトはアーリーがもはや脅威ではなくなったと思い後退した。アーリーは、ピーターズバーグを包囲しているグラント軍にライトの部隊が戻るのを妨害しあるいは遅らせるために攻撃した。北軍は壊滅しウィンチェスターの町を抜けて撤退した。アーリー軍が追撃し、通り道にあるペンシルベニア州チェンバーズバーグの町を焼いた。これはハンターが以前に行ったシェナンドー渓谷での破壊行為に対する報復だった。

#### フォルクスミルの戦い（8月1日）
カンバーランドの戦いとも呼ばれる。メリーランド州内での小規模騎兵戦であり決着は付かなかった。

#### ムーアフィールドの戦い（8月7日）
オールドフィールズの戦いとも呼ばれる。チェンバーズバーグ焼き討ちから戻った南軍の騎兵隊が北軍騎兵隊に待ち伏せされ敗れた。

### シェリダンのバレー方面作戦（8月-10月）
グラントは遂にアーリーと特にそのチェンバーズバーグ焼き討ちに辛抱できなくなり、アーリーが野放しにされておればワシントンが危険なままとなると理解した。グラントはアーリーを倒せるだけの攻撃的な新しい指揮官を見出した。それがポトマック軍騎兵隊指揮官のフィリップ・シェリダンであり、この地域一体全ての軍隊指揮を任され、シェナンドー軍と呼ばれた。シェリダンは当初緩りと動き始めた。これは、近付いていた大統領選挙のためにエイブラハム・リンカーンの敗北に繋がるような惨劇を避ける必要があり、慎重な取り組みを要求されていたことが主要な理由だった。

#### ガードヒルの戦い（8月16日）
フロントロイヤルの戦いあるいはシーダービルの戦いとも呼ばれる。リチャード・H・アンダーソンが指揮する南軍部隊が、ピーターズバーグからアーリーの増援のために派遣された。北軍ウェズリー・メリット准将の騎兵師団がシェナンドー川を渉っている南軍部隊を急襲し、約300名を捕虜にした。南軍は終結を図って前進し、徐々にメリットの部隊をシーダービルまで押し返した。この戦闘は決着が付かなかった。

#### サミットポイントの戦い（8月21日）
フローイングスププリングスの戦いあるいはキャメロン貯蔵所の戦いとも呼ばれる。アーリーとアンダーソンはウェストバージニア州のチャールズタウン近くでシェリダン軍を襲った。シェリダンは戦いながら撤退を行った。

#### スミスフィールド・クロッシングの戦い（8月25日-29日）
南軍の2個師団がオペクォン・クリークを渉り、北軍騎兵隊をチャールズタウンまで追い返した。

#### ベリービルの戦い（9月3日-4日）
アーリーがシェリダンのシェナンドー渓谷を遡る動きを止めさせるための小規模戦闘。アーリーは、シェリダンの全軍を攻撃するにはまずい陣取りにあることを認識し、オペクォン・クリークまで撤退した。

#### オペクォンの戦い（9月19日）
第三次ウィンチェスターの戦いとも呼ばれる。アーリーがその部隊を分散させ、ボルチモア・アンド・オハイオ鉄道を襲撃する一方、シェリダンはウィンチェスターを攻撃した。アーリーは壊滅的な被害を受け、フィッシャーズヒルに撤退して防御的配置をした。3つの方面作戦の中では最大の戦いだった。

#### フィッシャーズヒルの戦い（9月21日-22日）
シェリダンが早朝にアーリーの側面を攻撃し、南軍に少なからぬ損失を与えて敗走させた。アーリーはバージニア州ウェインズボロまで撤退した。
アーリーが損失を受けて動けなくなったので、シェナンドー渓谷は北軍の支配するところとなった。シャーマンがアトランタを占領したこともあり、リンカーンの再選は確実になったと思われた。シェリダンは渓谷を緩りと後退し、11月のシャーマンによる海への進軍の前例となる焦土作戦を行った。その目的はバージニア州で南軍が食糧を得る手段を無くすることであり、シェリダン軍は情け容赦なく穀物、納屋、製粉所および工場を焼いてそれを実行した。

#### トムズブルックの戦い（10月9日）
アーリーがシェリダン軍の追撃を始めたときに、北軍騎兵隊は南軍騎兵の2個師団を殲滅した。

#### シーダークリークの戦い（10月19日）
アーリーは輝かしい急襲によって北軍の3分の2を敗走させたが、その部隊は飢えており、疲れ切っていたので隊列を乱して北軍宿営地の略奪に走った。シェリダンはうまくその部隊を集結させアーリー軍を徹底的に破った。
シェリダンは、アーリー軍を無効化し渓谷の軍隊に関わる経済を抑圧するという使命を完遂し、ピーターズバーグにいるグラントへの助力に戻った。アーリー軍団兵士の大部分は12月にピーターズバーグのリー軍に加わり、一方アーリーは形骸化した軍隊の指揮官に留まった。その最後の行動は1865年3月2日のウェインズボロの戦いでの敗北だった。この後、リーは、南軍政府と大衆がアーリーに対する信任を無くしたので、指揮官から解任した。